# Tàu Martinière

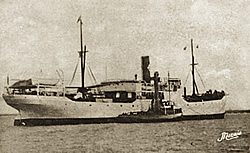
Tàu Martinière

Tàu Martinière là một con tàu được chuyển thành tàu chở tù nhân (navire-prison). Tàu dài 109,51 m, cao 14,32 m, choán nước 6,55 m, tốc độ 10 nút, thủy thủ đoàn 56, số chỗ khách-tù nhân 670. Trước Chiến tranh thế giới thứ hai, Pháp đã sử dụng tàu này để chuyển các tù nhân.
Trong chuyến tháng 5/1931 tàu Martinière đã chuyển 525 tù nhân bị đày biệt xứ từ Đông Dương đi Guyane thuộc Pháp tại Nam Mỹ. Chiều ngày 17/05/1931, tàu rời Côn Đảo ra đi . Chuyến này có chở cỡ 100 chính trị phạm trong đó có 3 đảng viên CSVN là Bùi Hữu Diên, Lương Duyên Hồi, Trần Văn Ngọ, và nhiều đảng viên Quốc dân đảng như Lương Như Truật , Nguyễn Đức Trạch, Nguyễn Đắc Bằng,... Sự việc đã được báo Tuổi Trẻ điều tra, nhân việc phóng viên Danh Đức của báo sang chứng kiến cuộc phóng vệ tinh Vinasat-1 tại Guyane, và đăng tải để ôn lại quá khứ và vinh danh những người đã đấu tranh vì đất nước dân tộc phải chịu tù đày và cả hy sinh ở nơi xa xứ.
Theo Danielle Donet-Vincent (Trung tâm nghiên cứu khoa học Pháp) trong "Nhà tù cho người Đông Dương tại Guyane" (Les bagnes des Indochinois en Guyane 1931-1963), tù nhân Đông Dương đến Cayenne (thủ phủ của Guyane) ngày ngày 30 tháng 6 năm 1931. Theo Daniel Ballof trong sách Hiện tượng đày biệt xứ tù nhân Đông Dương và các cơ sở lao tù (La deportation des Indochinois en Guyane et les etablissements penitentiaires), khi tàu cập bến có hai trường hợp tử vong trong chuyến hành trình dài 35 ngày. Ngay khi đến đó, có 30 tù nhân bị bệnh quai bị được phát hiện. Rồi các bệnh đường hô hấp, đường ruột khiến 137 người phải nhập viện, sáu người trong số họ không qua khỏi. Trong hai năm 1934-1936, 20 người đã chết vì bệnh, một số khác tự tử. (Trích Nhà lao An Nam ở Guyane - Kỳ 2: Những số phận lưu lạc. Tuổi Trẻ Online, 26/04/2008).

## Hoạt động
Tàu được đóng tại Hartlepool ở Anh Quốc, và được hạ thủy vào năm 1911. Năm 1912 tàu hoạt động với tên Armanistan, của FC Strick & Co, Anglo-Algeria SS Co, London.
Sau đó năm 1913 tàu thuộc sở hữu của Đức, với tên Duala.
Năm 1919 tàu chuyển sở hữu sang Pháp theo bồi thường chiến tranh, và đặt tên Martinière. Nó được Công ty Steam Navigation ở Nantes hoán cải thành tàu chở tù nhân, theo yêu cầu của Bộ Hải quân và thuộc địa. Từ năm 1922 đến 1938, tàu đã vận chuyển hơn 7.000 tù nhân đến Guyane.
Tháng 2/1943 tàu thuộc vùng chiếm đóng của Đức, và bị chìm ở cảng Lorient do Không quân Anh oanh tạc. Sau đó tàu được trục vớt năm 1947. Năm 1955 tàu được phá dỡ tại Saint-Nazaire.

## Những người Việt Nam từng là khách của Martinière
(Danh sách có thể còn thiếu, xin mời bổ sung. Chú ý: thời gian đi Guyane từ năm 1922)
| Nr. | Tên                           | Tóm tắt |
| --- | ----------------------------- | --- |
| 1.  | Bùi Hữu Diên (1903-1935)      | Quê ở thôn Chỉ Bồ, nay thuộc xã Thụy Trường, huyện Thái Thụy, tỉnh Thái Bình. Ông là đảng viên Đảng CSVN lớp đầu tiên ở Thái Bình, tham gia lãnh đạo cuộc biểu tình ngày 1/5/1930 của nhân dân bắc Thái Bình, bị bắt và đi đày ở Guyane năm 1931. Năm 1935 ông hy sinh trong tù tại Guyane khi mới 32 tuổi.                   |
| 2.  | Lương Duyên Hồi (1903-1986)   | Quê ở thôn Hưng Tứ, xã Hồng Việt, huyện Đông Hưng, tỉnh Thái Bình. Ông là đảng viên Đảng CSVN lớp đầu tiên ở Thái Bình, lãnh đạo cuộc biểu tình ngày 1/5/1930 của nhân dân bắc Thái Bình, bị bắt và đi đày ở Guyane năm 1931. Năm 1938 ông được trở về nước và tiếp tục hoạt động ở Thái Bình.                                |
| 3.  | Lương Như Truật (1905-1984)   | Quê ở Trà Kiệu thuộc xã Duy Sơn, huyện Duy Xuyên, tỉnh Quảng Nam. Ông là đảng viên Quốc dân đảng. Năm 1930 ông tham gia khởi nghĩa Yên Bái, bị bắt và đi đày ở Guyane năm 1931. Năm 1955, ông về Việt Nam, ở tại 329/6D đường Phan Thanh Giản (nay là 329/29 đường Điện Biên Phủ, quận 3, Thành phố Hồ Chí Minh).             |
| 4.  | Nguyễn Đức Trạch (1889 -1936) | Bí danh Sư Trạch, quê ở làng Quang Phương, huyện Hải Hậu, tỉnh Nam Định. Ông là đảng viên Quốc dân đảng, là hộ vệ cho đảng trưởng Nguyễn Thái Học lúc ông bị bắt ở ấp Cổ Vịt (Chí Linh, Hải Dương) ngày 22/02/1930. Tại Guyane Sư Trạch có hồ sơ lập năm 1931 mang số 219, số tù 5737, 42 tuổi. Ông tự sát trong tù năm 1936. |
| 5.  | Trần Văn Ngọ (?)              | Ông là đảng viên Đảng CSVN, tham gia lãnh đạo cuộc biểu tình ngày 1/5/1930 của nhân dân bắc Thái Bình, bị bắt và đi đày ở Guyane năm 1931. Sau này trở thành phó chủ tịch Mặt trận Tổ quốc Vĩnh Phú. |
| 6.  | Nguyễn Đắc Bằng (?)           | Tức Giáo Bằng. Ông là đảng viên Quốc dân đảng. Năm 1930 ông tham gia khởi nghĩa Yên Bái, bị bắt và đi đày ở Guyane năm 1931, có số hồ sơ 210. Năm 1941 ông sang Guyana (lúc đó thuộc Anh). Đến khoảng năm 1968-1969 vẫn có thư từ với ông Lương Duyên Hồi.                                                                    |
| 7.  | Mai Duy Xứng (?)              | Đảng viên Quốc dân đảng. Năm 1930 ông tham gia khởi nghĩa Yên Bái, trong đội quyết tử ném bom tại Hà Nội, bị bắt và đi đày ở Guyane năm 1931 . |
| 8.  | Trần Ngọc Uẩn (?)             | Đảng viên Quốc dân đảng. Năm 1930 ông tham gia khởi nghĩa Yên Bái, bị bắt và đi đày ở Guyane năm 1931 . |
| 9.  | Trần Tử Yến (1913-2005 ?)     | Quê Ninh Bình. Tham gia Đảng CSVN, bị kết án khổ sai chung thân cho những tội danh như thay đổi chính phủ bảo hộ, xúi giục nhân dân phản đối quan chức. Số hiệu tù 1016, khởi hành ở Cap Saint Jacques (Vũng Tàu) 17/5/1931, cập bến Cayenne ngày 30/6/1931. Ở lại và mất tại Guyane .                                        |

## Chỉ dẫn
1. ↑  Hiện chưa tra cứu được thuộc xã nào.
2. ↑  Tham khảo [7] nói ông Bằng trốn ra rừng già và mất tích, tuy nhiên dữ liệu chính xác được nêu ở tham khảo [9] và [8].